# غاري كلارك
غاري كلارك (بالإنجليزية: Gary Clark)‏ (13 سبتمبر 1964 بغلاسكو في المملكة المتحدة - ) هو لاعب كرة قدم بريطاني في مركز الوسط. لعب مع سلايما واندريرز ونادي فالكيرك وهاميلتون أكاديميكال ونادي كلايد ونادي ألوا أثليتيك ونادي ألبيون روفرز.

## وصلات خارجية
- غاري كلارك على موقع Soccerbase.com (لاعب) (الإنجليزية)